# Бырловка (Бершадский район)
Бы́рловка (укр. Бирлівка, пол. Berłówka, Berlowce) — село на Украине, находится в Бершадском районе Винницкой области.
Код КОАТУУ — 0520480603. Население по переписи 2001 года составляет 2363 человека. Почтовый индекс — 24414. Телефонный код — 4352.
Занимает площадь 61,8 км².

## Адрес местного совета
24414, Винницкая область, Бершадский р-н, с. Бырловка, ул. Ленина, 278